# Berganzo

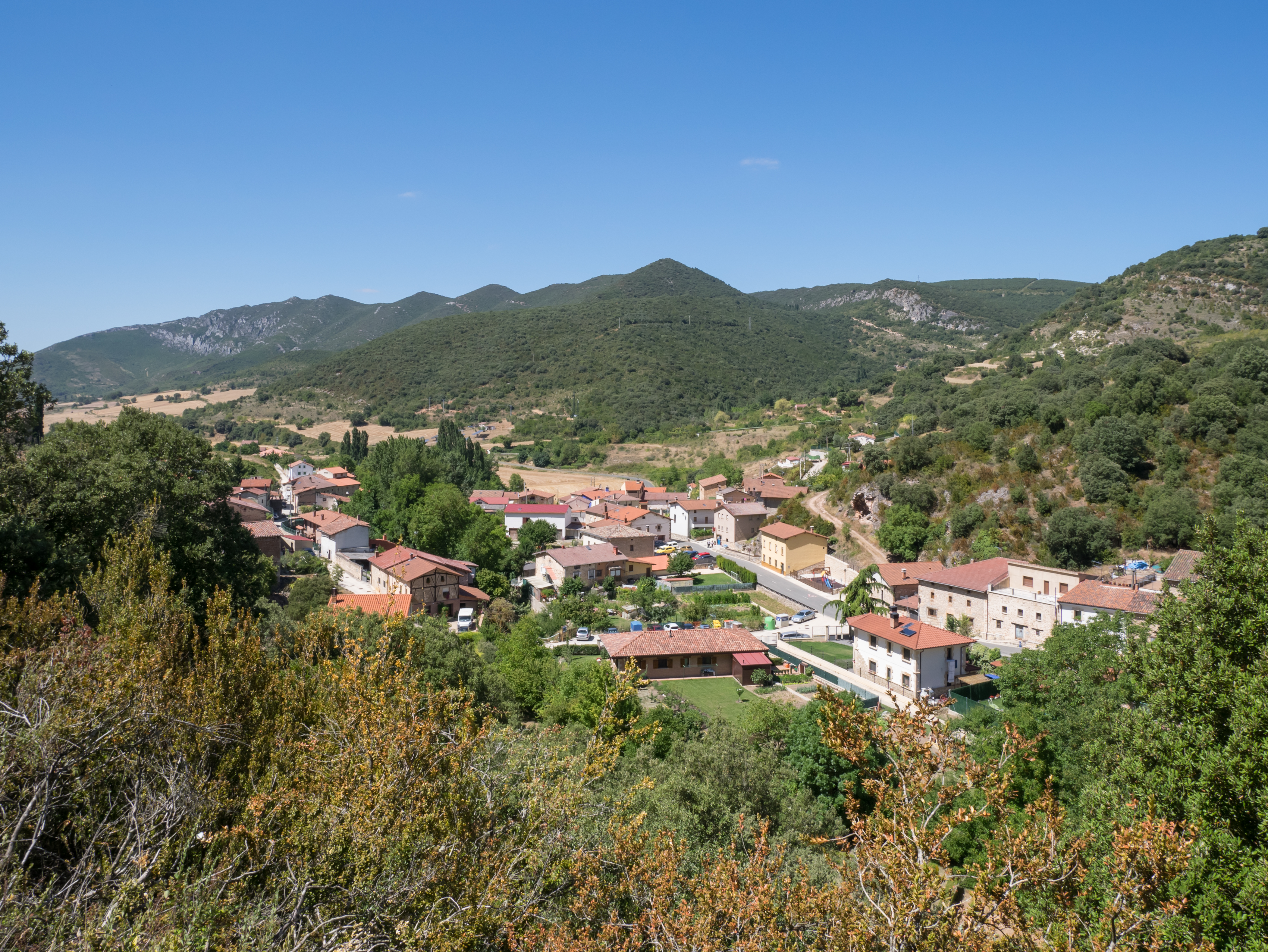
Berganzo

Berganzo en espagnol ou Bergantzu en basque est une commune ou une contrée appartenant à la municipalité de Zambrana dans la province d'Alava, située dans la Communauté autonome basque en Espagne.